# Dragões da Real
O Grêmio Recreativo Torcida Organizada Dragões da Real, também conhecida como DDR, é uma torcida organizada do São Paulo Futebol Clube e uma escola de samba. Sua cor predominante na arquibancada é o vermelho, e seu símbolo é um dragão envolvido no escudo do São Paulo.

## Sub-Sedes / Representantes[1]
- Aracaju
- ABC
- Araçatuba
- Araguari
- Araxá
- Assis
- Barreiras
- Brasília
- Campo Grande
- Cascavel
- Cosmópolis
- Cravinhos
- Cuiabá
- Curitiba
- Embu / Taboão da Serra
- Cipó-Guaçu
- Fazenda Rio Grande
- Feira de Santana
- Fortaleza
- Franca
- Goiânia
- Guarulhos
- Itapetininga
- Itu
- Jaú
- Jequié
- Joinville
- Juiz de Fora
- Leme
- Lins
- Lorena
- Londrina
- Maceió
- Manaus
- Maringá
- Mogi-Guaçu
- Monte Carmelo
- Pindamonhangaba
- Ponta Grossa
- Porto Ferreira
- Pouso Alegre
- Presidente Prudente
- Rio Claro
- Salvador
- São José dos Campos
- São Roque
- Sorocaba
- Taubaté
- Uberlândia
- Vitória da Conquista
- Zona Oeste

## Torcidas Aliadas
- Torcida Jovem do Sport do Sport Club do Recife
- Torcida Uniformizada Os Imbatíveis, do EC Vitória
- Máfia Azul, do Cruzeiro Esporte Clube
- Pavilhão Independente, do Cruzeiro Esporte Clube
- Leões da TUF, do Fortaleza Esporte Clube
- Torcida Organizada Camisa 12, do SC Internacional
- União Tricolor, do Joinville Esporte Clube

### Amizade
- Torcida Facção Brasiliense, do Brasiliense Futebol Clube
- Torcida Piratas Azulinos, do Clube do Remo
- Amizade com todas as torcidas do Cruzeiro Esporte Clube
- Torcida Organizada Os Fanáticos, do Atlético Paranaense
- Torcida Independente, do São Paulo Futebol Clube

## Escola de Samba[2]
GRCES Dragões da Real está atualmente no Grupo Especial do Carnaval de São Paulo. No ano de 2011, conseguiu a classificação para o Grupo Especial do Carnaval Paulistano. No Grupo Especial de 2012, conseguiu se manter para o Carnaval 2013 com a 7ª posição. Já em 2013, conseguiu classificação para os desfiles das campeãs, que reune os 5 primeiros colocados do Grupo Especial, os 2 melhores do Grupo de Acesso, os campeões do Grupo 1,2,3 e 4 da UESP, ficando em 4º lugar.
No Carnaval de 2014, obteve a 5ª colocação geral, garantindo a permanência no grupo Especial em 2015, e no Desfile das Campeãs de São Paulo de 2014.Em 2015 Dragões ficou em 5 lugar e novamente com tal feito foi ao desfile das campeãs